# PreZero Arena
PreZero Arena – stadion piłkarski w niemieckim mieście Sinsheim.
Od rundy wiosennej sezonu 2008/2009 swoje mecze rozgrywa na nim występujący w 1.Bundeslidze TSG 1899 Hoffenheim. Poprzednim obiektem tego klubu był Dietmar-Hopp-Stadion.
W styczniu 2019 stadion zmienił nazwę z Rhein-Neckar-Arena na PreZero Arena.